# Соколов Пилип Львович
Пилип Львович Соколов (1896, місто Москва, тепер Російська Федерація — 1943, селище Муйнак, тепер Каракалпакстан, Узбекистан) — радянський діяч, голова Херсонського губернського революційного комітету, голова виконавчого комітету Миколаївської ради у 1919 році, учасник революційного руху та Громадянської війни в Росії.

## Життєпис

### Ранні роки та революційна діяльність
Народився у 1886 році в Москві в робітничій родині. З юності брав участь у революційному русі. У 1905 році долучився до революційних подій, за що у 1912 році був заарештований і засуджений до каторги в Сибіру. Звідти втік і нелегально виїхав до Сполучених Штатів Америки, де працював токарем та став членом анархо-синдикалістської партії.
У 1917 році, після Лютневої революції, повернувся до Росії. Член РСДРП(б) з 1917 року.
Очолював штаб Червоної гвардії у Миколаєві, а в 1918 році був членом Миколаївського військово-революційного комітету, працював у підпіллі в Миколаєві та Одесі.

### Політична та військова діяльність
У 1919 році був обраний головою виконавчого комітету Миколаївської ради. У листопаді 1919 року був заарештований військами генерала Денікіна, але згодом утік із в'язниці, скориставшись допомогою місцевих підпільників.
У грудні 1919 — 1 лютого 1920 року — голова Миколаївського революційного комітету.
1 лютого — 28 лютого 1920 року — голова Херсонського губернського революційного комітету.
У квітні — червні 1920 року — голова виконавчого комітету Одеської повітової ради.
З 1920 року служив у Червоній армії. З 26 вересня по 14 листопада 1920 року — військовий комісар 23-ї стрілецької дивізії 13-ї (4-ї) армії РСЧА. 28 листопада 1920 — 8 грудня 1920 року — військовий комісар 28-ї стрілецької дивізії 11-ї армії РСЧА. У 1921—1922 роках — військовий комісар 51-ї стрілецької дивізії та 3-ї стрілецької дивізії.
У жовтні 1922 — березні 1923 року — військовий комісар 13-го стрілецького корпусу Туркестанського фронту. У березні 1923 — 1924 року — військовий комісар 1-ї Туркестанської дивізії РСЧА. Брав участь у боротьбі з басмацьким рухом у Середній Азії.
У березні 1924 — січні 1925 року — військовий комісар 48-ї Тверської стрілецької дивізії Московського військового округу.
У березні 1925 — серпні 1926 року — заступник начальника Політичного управління Північно-Кавказького військового округу.
У серпні 1926 — вересні 1927 року — заступник командира 17-го стрілецького корпусу із політичної роботи Українського військового округу.

### Подальша кар'єра та репресії
З жовтня 1927 по листопад 1928 року працював у ЦК КП(б) Узбекистану. Потім був директором заводу в Москві. Наприкінці 1920-х років Соколов працював у Народному комісаріаті постачання СРСР, очолював Північно-Кавказький консервний трест, проте в 1931 році був звільнений.
У травні 1932 — 1937 року — майстер, начальник цеху № 2 заводу № 75 Народного комісаріату важкої промисловості СРСР у Москві; заступник голова виконавчого комітету Ленінської районної ради міста Москви. З жовтня 1938 року — технік артілі металовиробів у Москві.

### Останні роки
З січня 1940 року — викладач кафедри іноземних мов Всесоюзного інституту господарників Народного комісаріату озброєнь СРСР, Військової академії імені Фрунзе в Москві. 
З початком війни був евакуйований до Узбецької РСР. До червня 1942 року — викладач військової кафедри Кокандського учительського інституту, Харківського військового авіаційного училища зв'язку в місті Коканді Узбецької РСР.
Помер у 1943 році в селищі Муйнак Кара-Калпацької АРСР. Могила не збереглася.